# Шомон Порсјен
Шомон Порсјен (фр. Chaumont-Porcien) насеље је и општина у североисточној Француској у региону Шампањ-Арден, у департману Ардени која припада префектури Ретел.
По подацима из 2011. године у општини је живело 457 становника, а густина насељености је износила 12,71 становника/km². Општина се простире на површини од 35,97 km². Налази се на средњој надморској висини од 137 метара (максималној 240 m, а минималној 100 m).

## Демографија
| 1962. | 1968. | 1975. | 1982. | 1990. | 1999. | 2011. |
| ----- | ----- | ----- | ----- | ----- | ----- | ----- |
| 577   | 625   | 569   | 478   | 479   | 473   | 457   |

График промене броја становника у току последњих година